# 이강환
이강환(李康煥, 1969년 ~ )은 대한민국의 천문학 연구자이자 저술가이다.

## 생애
1989년에 서울대학교 천문학과에 입학한 후 천문학 전공으로 학사, 석사, 박사 학위를 취득( 지도 교수: 이형목)하였으며, 국립과천과학관 연구관을 거쳐 서대문자연사박물관 관장 등의 직책을 역임하였다.
2013년 5월부터 팟캐스트 《파토의 과학하고 앉아있네》에 'K박사'로 출연하여 널리 알려졌으며, 천문학 저서로 이듬해 12월에 제55회 한국출판문화상을 수상하는 등 각종 저술과 강연으로 천문학 및 천체물리학 대중화를 위해 노력하고 있다.

2022년 2월 13일 KBS 이슈 픽 쌤과 함께 76화에 풀연했다.

## 학력
- 1988년 2월, 경상남도 마산 소재 경상고등학교 제13회 졸업
- 1989년 3월, 서울대학교 천문학과 입학
- 1993년?, 서울대학교 천문학과 학사 (졸업)
- 1995년, 서울대학교 대학원 천문학과 석사[1]
- 2003년, 서울대학교 대학원 지구환경과학부 천문학전공 박사[2]

## 경력
- 2004년, 영국 켄트대학교(University of Kent) 로열 소사이어티(Royal society, 왕립학회) 펠로우(Fellows) 과정 (박사후연구원)
- 2005년 ~ 2008년, 교육과학기술부 국립과학관추진기획단[3]
- 2008년 8월 29일 ~ 2016년 5월, 국립과천과학관 자연사팀 연구사 및 연구관(천문우주전시팀장)[4]
- 2016년 6월 1일 ~ 2019년 10월 21일, 서울 서대문구 소재 서대문자연사박물관 제3대 관장[5]
- 2019년 10월 21일 ~ 2021년 5월 13일, 과학기술정보통신부 장관정책보좌관[6][7]
- 2021년 ~ , 서울대학교 물리천문학부 겸임교수[8]

## 수상
- 2015년 1월 14일, 제55회 한국출판문화상 (저술-교양 부문)[9]

## 주요 저작
- 2014년 4월, 《우주의 끝을 찾아서》
- 2017년 10월, 《빅뱅의 메아리》
- 2019년 6월, 《응답하라 외계생명체》

### 주요 공저
- 2015년 12월, 《외계생명체 탐사기》
- 2020년 2월, 《과학자를 울린 과학책》
- 2022년 8월, 《쎄트렉아이 러시》
- 2022년 10월, 《빅뱅의 질문들》

### 주요 역서
- 2012년 8월, 《우리는 모두 외계인이다》
- 2013년 5월, 《우리 안의 우주》
- 2016년 8월, 《스티븐 와인버그의 세상을 설명하는 과학》
- 2019년 9월, 《웰컴 투 더 유니버스》
- 2020년 1월, 《더 위험한 과학책》
- 2021년 3월, 《기발한 천체 물리》
- 2021년 6월, 《아시모프의 코스모스》
- 2021년 6월, 《우리 우주》
- 2021년 8월, 《하늘에는 얼마나 많은 별이 있을까요?》
- 2022년 1월, 《우주 대백과사전!: 경이로운 우주》
- 2022년 5월, 《초등학생이 알아야 할 참 쉬운 물리》
- 2023년 4월, 《아주 위험한 과학책》
- 2023년 5월, 《우주 아틀라스》
- 2024년 2월, 《별을 향해 떠나는 여행자를 위한 안내서》
- 2024년 11월, 《타임라인으로 보는 지식 대백과 3 : 우주》

## 같이 보기
- 천문학
- 천체물리학
- 서대문자연사박물관